# Перловици
Перловици (Unio), също речни миди или седефки, е род сладководни миди от семейство Unionidae. Ларвите на мекотелите са глохидии, които паразитират по хрилете на рибите. Три вида от рода са разпространени в Централна Европа: U. crassus, U. pictorum и U. tumidus. Трите вида перловици са характерни представители и за България.

## Видове
- Unio cariei – изчезнал вид [4]
- Unio crassus Philipsson, 1788
- Unio mancus Lamarck, 1819
- Unio elongatulus C. Pfeiffer, 1825
- Unio pictorum (Linnaeus, 1758)
- Unio tumidus
- Unio turtoni
- Unio valentianus Rossmässler, 1854